# Colonies israéliennes

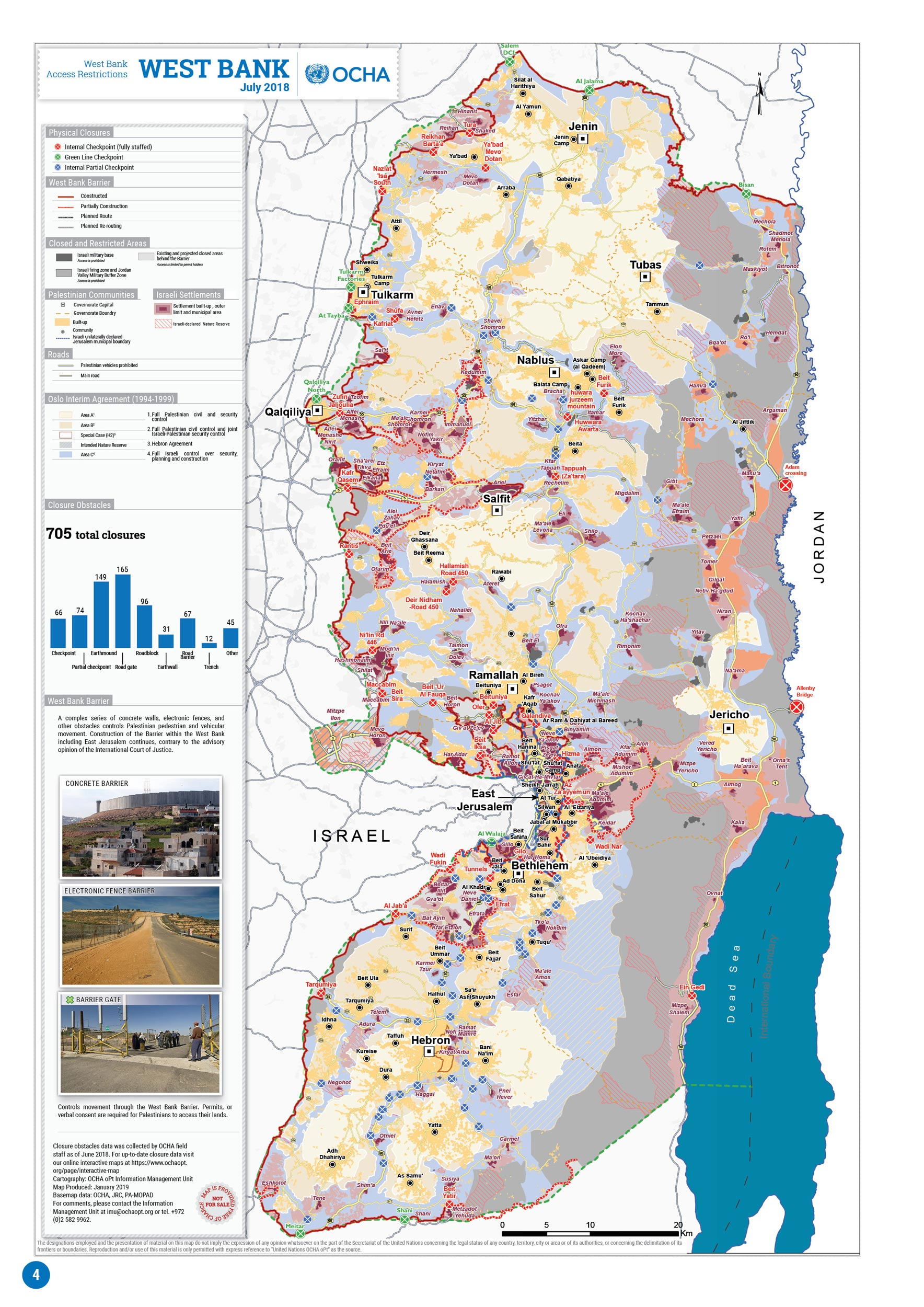
Carte de la situation en 2018 par l'OCHA. Territoires administrés par l'autorité palestinienne (en beige) et Territoires occupés par Israël (en bleu clair et en gris). Les colonies israéliennes des territoires occupés (en magenta). La ligne verte de 1949 (pointillés verts). Le mur de séparation construit par Israël (en rouge).

Les colonies israéliennes (dénommées « hitnahalut » (התנחלות), « implantations ») sont des communautés d'Israéliens établies illégalement dans les territoires palestiniens occupés — dont Jérusalem-Est et sa proche banlieue —, le plateau du Golan, ainsi que dans la bande de Gaza et dans la péninsule du Sinaï depuis la guerre des Six Jours en 1967.
L'implantation de colonies par Israël a été condamnée par des votes de l'Assemblée générale des Nations unies dans le cadre des résolutions du Conseil de sécurité. Elles sont ainsi jugées illégales au regard du droit international depuis le 18 novembre 2019 et l'ONU considère depuis 2024 qu'elles relèvent du crime de guerre. En juillet 2024 la Cour internationale de justice demande à Israël d'évacuer tous les colons des territoires palestiniens occupés.
Ces colonies de peuplement totalisent en 2020 plus de 705 000 habitants répartis comme suit : environ 440 000 personnes en Cisjordanie, plus de 230 000 à Jérusalem-Est et dans sa périphérie, environ 35 000 sur le plateau du Golan, devenu par une loi votée par la Knesset le 14 décembre 1981 territoire israélien et sous-district du district Nord d'Israël. Elles sont réparties dans près de 150 implantations en Cisjordanie et plus de 35 sur le plateau du Golan,,,. Certaines colonies sont devenues des villes, comme Ma'aleh Adumim qui compte près de 40 000 habitants ou Ariel qui en compte 20 000. Certaines ont été de fait rattachées au territoire israélien par la construction de la barrière de séparation.
L'établissement de colonies israéliennes, y compris à Jérusalem-Est et sur le plateau du Golan, a débuté dès 1967, mais s'est accéléré à partir de 1977 et l'arrivée du Likoud au pouvoir. À la suite des accords de Camp David en 1982, la totalité des colonies du Sinaï furent évacuées et en 2005, la totalité de celles de la bande de Gaza furent démantelées. Avec l'arrivée de Benyamin Netanyahou au pouvoir en 2009, leur développement s'est accéléré.
L'expansion des colonies israéliennes rend de plus en plus irréaliste la solution à deux États puisque le territoire palestinien se rétrécit ; elles sont donc considérées comme un obstacle qui empêche tout accord de paix,.

## Histoire
L'implantation de colonies dans les territoires occupés par Israël, a débuté dès 1967 à la suite de la conquête de la Cisjordanie, de Jérusalem-Est et de Gaza (territoires palestiniens occupés), du Sinaï (pris sur l'Égypte) et du Golan (pris sur la Syrie). Elle s'est poursuivie de manière ininterrompue depuis sauf dans le Sinaï, restitué en 1982 et à Gaza, évacuée unilatéralement par Israël en 2005.

### Contexte

#### De 1947 au 5 juin 1967

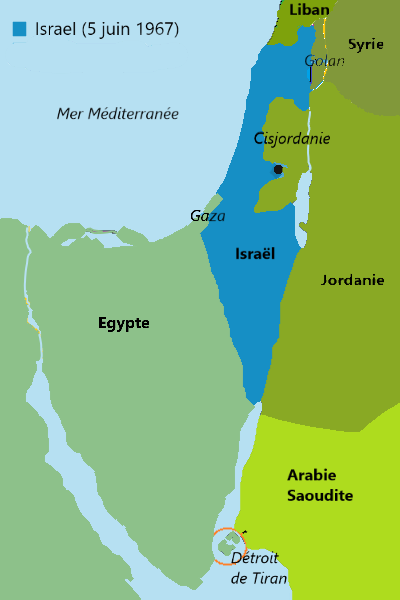
Carte d'Israël à la veille de la guerre des Six Jours.

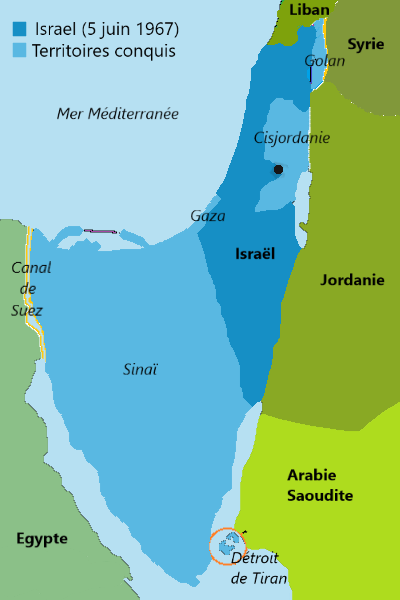
À la suite de la Guerre des six Jours, Israël contrôle le Sinaï, le détroit de Tiran, la bande de Gaza, le Golan, la Cisjordanie et Jérusalem-Est.

Après 30 ans de conflits entre les communautés juive et arabe en Palestine mandataire, l'ONU vote le 30 novembre 1947 une proposition de plan de partage de la Palestine, devant donner lieu à un référendum de la population palestinienne [réf. souhaitée], celui ci proposait d'y fonder un État juif (sur 55% du territoire) et un État arabe (sur 45% de la Palestine mandataire). La population arabe de Palestine représentait 70% de la population. Tandis que Jérusalem et les Lieux saints devaient devenir une zone sous contrôle international.
L'Agence juive accepte la proposition de plan, la Ligue arabe s'y oppose. Il s'ensuit une guerre intra-palestinienne puis la guerre israélo-arabe de 1948, déclenchée par la partie arabe, à l'issue de laquelle l'État d'Israël est établi, mais pas l'État arabe palestinien. Des milices juives Haganah, Irgoun, entament un nettoyage ethnique (application du plan daleth), procédant à l'expulsion de 400 000 Palestiniens. Jérusalem-Est et la Cisjordanie sont annexées par la Jordanie et la bande de Gaza passe sous contrôle militaire égyptien. Israël est reconnu internationalement dans les délimitations des accords d'armistice de 1949 (dénommées la ligne verte) et entre à l'Organisation des Nations unies.
Une autre conséquence de la guerre est l'exode palestinien de 1948. La majorité s'installe dans des camps de réfugiés à Gaza, en Jordanie, en Cisjordanie et au Liban. La guerre chasse également plus de 10.000 Juifs des territoires annexés par la Jordanie. L'exode palestinien (la « Nakba ») devient un enjeu politique central pour le monde arabe. Côté israélien, bien que la guerre de 1948 se solde par une victoire (le territoire contrôlé est en définitive 50 % supérieur à celui prévu par le plan de partage), le fait d'avoir peut-être à jamais renoncé à la vieille ville de Jérusalem ainsi qu'à la « Judée » et la « Samarie » (la Cisjordanie) est perçu par David Ben Gourion comme une bechiya ledorot (« cause de lamentation pour des générations »).
Durant les 20 années qui suivent, les Juifs du monde arabe fuient ou sont expulsés. Aujourd'hui, il n'y existe plus de présence autre que symbolique[source insuffisante] alors que les communautés juives y totalisaient près de 800 000 membres en 1948. En 1956, Israël intervient aux côtés des Français et des Britanniques lors de la crise du canal de Suez. Dans le contexte de la guerre froide et sous l'impulsion de Gamal Abdel Nasser qui porte un projet de fusion du monde arabe, le Moyen-Orient se polarise. Les Arabes passent dans le camp soviétique et Israël devient le principal allié pro-occidental de la région.
À partir des années 1960, des incidents de frontières de plus en plus fréquents se produisent à la frontière syrienne, qui signe en 1966 une alliance avec l'Égypte. Gamal Abdel Nasser appelle à la destruction d'Israël. Après l'évacuation des troupes de l'ONU à la demande de Nasser et leur remplacement par des troupes égyptiennes, la mobilisation est décrétée en Israël. Puis l'Égypte ferme le détroit de Tiran, ce qui entraine le blocus du port israélien d'Eilat, un casus belli pour les Israéliens. Le 26 mai, Nasser déclare qu'en cas de guerre, « notre but sera la destruction d'Israël car nous en avons les moyens ». Le monde se prépare aux hostilités et l'angoisse est grande au sein de la population israélienne et des communautés juives à travers le monde.
En mai, Israël décrète la mobilisation générale et le 5 juin 1967 déclenche les hostilités avec l'Égypte de manière préventive. La Jordanie lance de son côté une attaque sur Israël dans les heures qui suivent. En quelques heures, les forces aériennes égyptienne et syrienne sont anéanties. En six jours, les forces égyptiennes sont balayées et repoussées jusqu'au canal de Suez, l'ensemble de la Cisjordanie est conquise jusqu'au Jourdain, ainsi que Jérusalem-Est est et les hauteurs du Golan depuis lesquelles les Syriens bombardaient la Galilée sont capturées.

#### La «victoire totale» de la guerre des Six Jours

9 juin 1967 : paracommando célébrant son mariage devant le mur des Lamentations (à Jérusalem-Est), devenu selon l'opinion de Tom Segev, un « symbole de conquête [voire] objet d'idolâtrie chez les Israéliens ».

La « victoire totale » de 1967 va provoquer un bouleversement des esprits au sein de la population juive qui va influencer la suite des événements et l'issue du contentieux israélo-palestinien.
L'exaltation et l'émotion des Israéliens sont extrêmement fortes, unissant toute la société israélienne autour de sentiments religieux et nationalistes,. Ce sont près de 250 000 Israéliens qui se rendent au mur des Lamentations le 14 juin pour célébrer la fête de Chavouot.
Pour les militaires, les territoires nouvellement conquis sur les pays arabes (Golan, Sinaï) sont une « monnaie d'échange contre la paix » mais ils restent réticents à « se défaire d'une part quelconque de la terre biblique d'Israël » (Jérusalem, la Cisjordanie, Gaza). Des contacts seront pris en ce sens quelques jours après la guerre avec l'Égypte et la Syrie qui répondra par une fin de non recevoir. Moshe Dayan déclare le 8 juin :

« Jérusalem et les mont d'Hébron resteront à jamais entre nos mains. »

Les activistes religieux voient cette victoire comme « miraculeuse » et la libération des territoires comme le début de la rédemption divine (at'halta dege'ula). Lors d'un sermon au mur des Lamentations, le rabbin Zvi Yehouda Kook déclare :

« Par la présente déclaration, nous informons le peuple d'Israël et le monde entier que selon le commandement de Dieu, nous venons de rentrer chez nous. (…). Nous ne partirons plus jamais. »

Selon Henry Laurens, tant au sein de la population israélienne qu'au sein des communautés juives principalement aux États-Unis et en France apparaissent ainsi deux « attitudes ». Le monde extérieur est perçu comme « hostile dans sa globalité ». À l'angoisse d'une possible destruction imminente par les Arabes (présentée comme le dernier chaînon dans une lignée d'ennemis plurimillénaire remontant à l'antiquité biblique), succède l'exaltation de la victoire ; cette dernière allant jusqu'à être perçue comme une « forme de réparation humaine ou divine de la catastrophe de la Seconde Guerre mondiale ». Toujours selon Henry Laurens, apparaît également la « politique de l'arrogance » et le sentiment que l'ennemi est faible et « méprisable », qu'il ne comprend que la force, et que l'armée israélienne a pour vocation à la fois de dissuader tout ennemi de l'attaquer, mais également de le forcer à accepter une solution dictée sur base des intérêts fondamentaux d'Israël.

### Le lancement de la colonisation (1967-1977)

#### Expulsion des Palestiniens et destructions de leurs lieux d'habitation

Dans un plan de partage qui a conservé son nom présenté au gouvernement le 27 juillet 1967, Yigal Allon prévoit l'annexion de Jérusalem et de toute la partie Est de la Cisjordanie ainsi que de zones stratégiques tout en créant deux enclaves pour la population palestinienne qui aurait été placée sous administration jordanienne.

Dès le deuxième jour de la guerre, le gouvernement israélien d'union nationale, considérant la victoire acquise, réfléchit aux actions à venir. Yigal Allon envisage a minima l'annexion de certains territoires et la conservation des autres comme monnaie d'échange avec les États arabes. Menahem Begin et les membres du Parti national religieux voient les territoires conquis comme des « éléments historique de la Terre d'Israël » « libérés » et proposent d'annexer la Cisjordanie de la bande de Gaza et d'en expulser les Arabes,.
Une politique de « faits accomplis » est mise en place durant la guerre et dans les semaines et mois qui suivent :
- le 11 juin, Teddy Kollek, le maire de Jérusalem-Ouest, fait raser le quartier maghrébin de Jérusalem-Est de manière à permettre aux Israéliens l'accès au mur des Lamentations, lieu saint du judaïsme qui a été interdit aux juifs depuis l'occupation jordanienne[23],[21]. La majorité des 3 000 habitants arabes vivant dans ce qui avait été le Quartier juif de la vieille ville de Jérusalem sont également expulsés avant la fin de l'année pour être remplacés par des Juifs[24]. Levi Eshkol, le premier ministre, n'aurait pas été au courant de l'opération [25].
- Le 29 juin, la Knesset étend la « juridiction administrative » de Jérusalem-ouest sur la partie arabe de la ville[26] et sur les régions cisjordaniennes au nord et au sud de celle-ci[22]. L'action est condamnée dès le 4 juillet à l'Assemblée générale des Nations unies[27]. Les murs en béton séparant les deux parties de la ville sont également abattus[22].
- 250 000 Arabes palestiniens fuient ou sont expulsés des territoires conquis et 70 000 autres sont déplacés en leur sein[28];
- les villages arabes du Golan sont systématiquement rasés après leur conquête[22] et à l'exception des 6 000 à 7 000 Druzes[29], l'ensemble des 120 000 résidents arabes sont chassés avant la fin 1967[30],[31],[32].

#### Colonisation militaire et civile

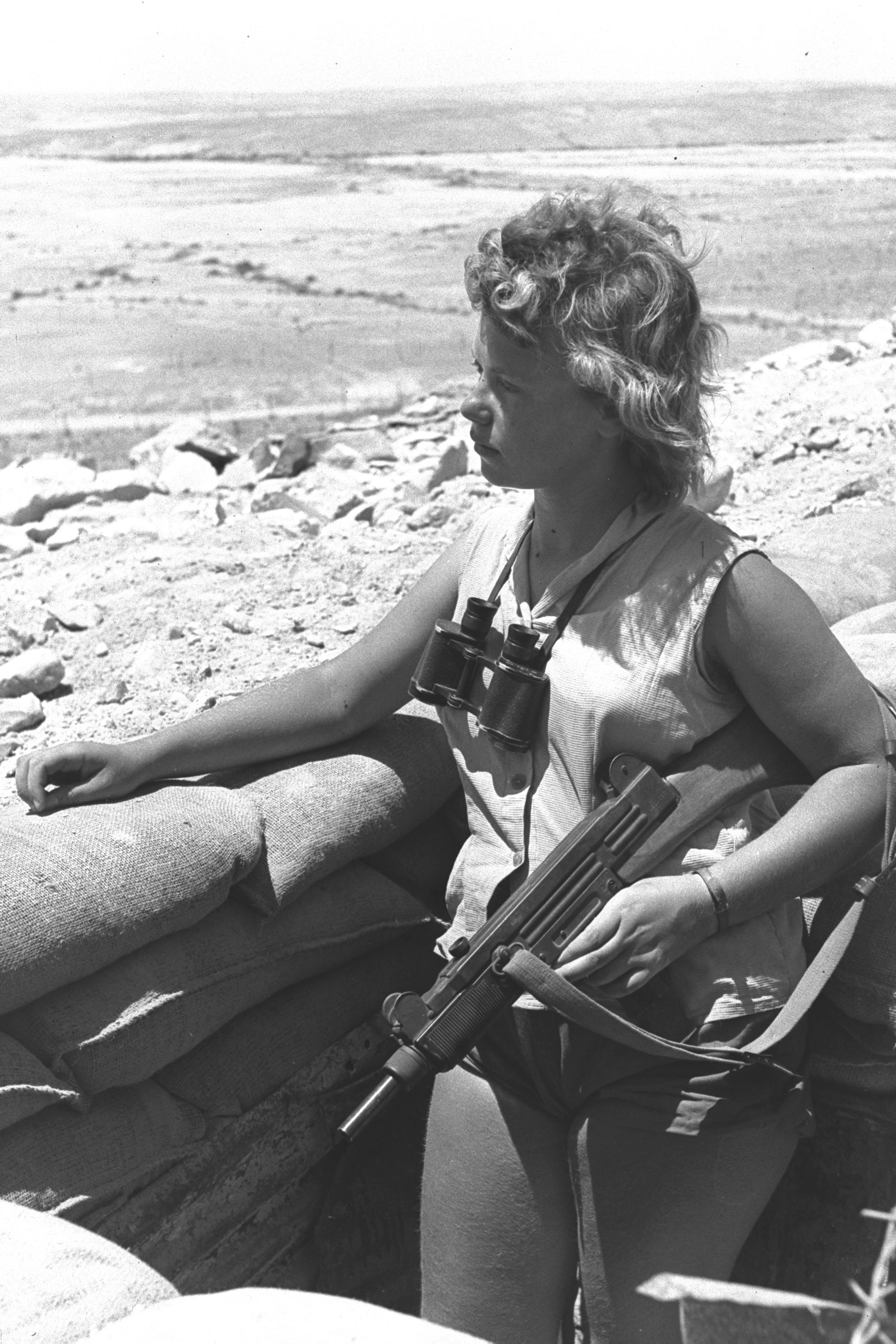
Dans la doctrine israélienne, les avant-postes du Nahal étaient des établissements militaires érigés le long des frontières ou dans des zones stratégiques des territoires occupés en vue d'assurer leur sécurisation, en accord avec la 4e convention de Genève. Cependant, les « soldats » et leur famille sont restés sur place une fois leur période militaire terminée, y établissant des colonies israéliennes, illégales selon le droit international.

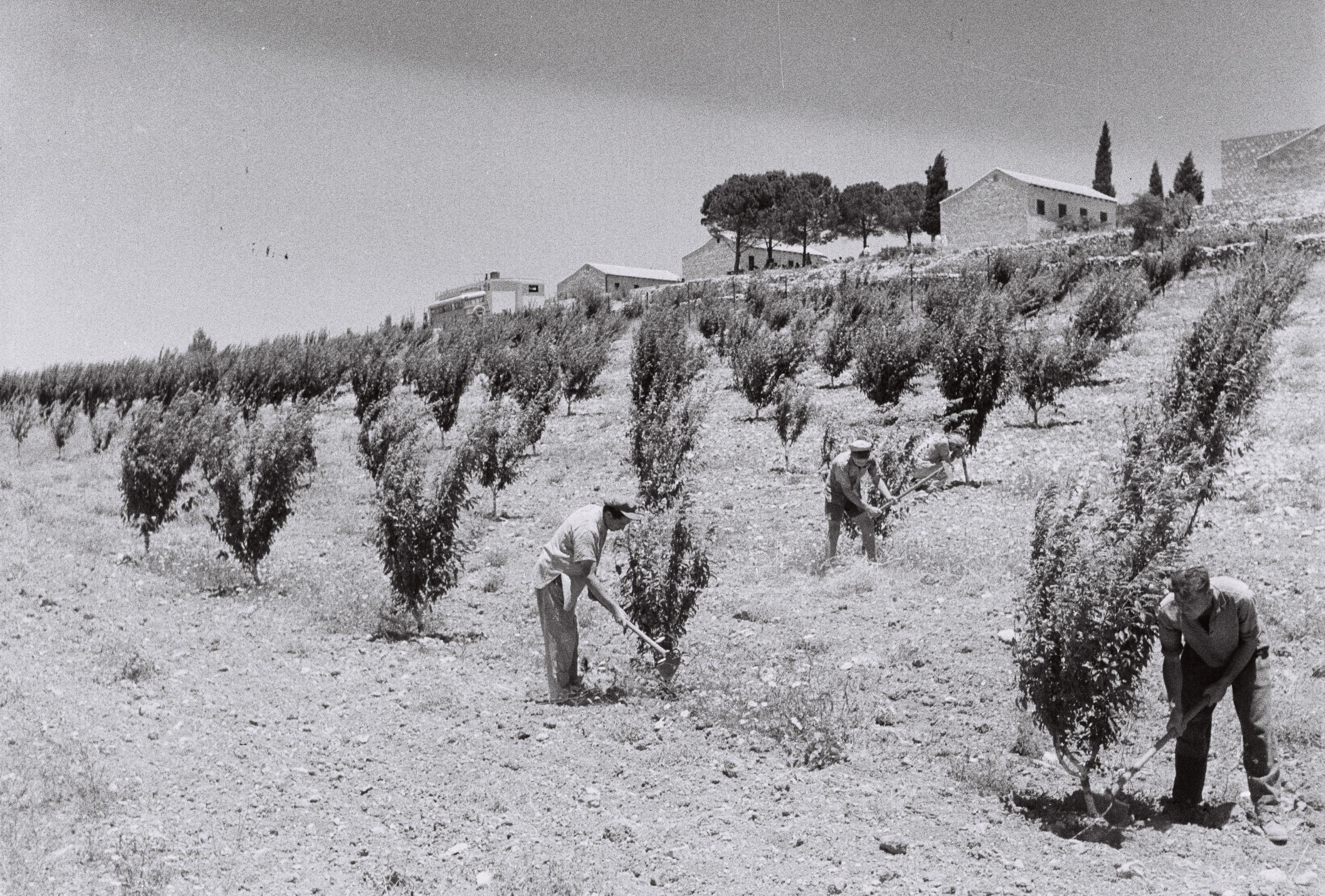
Le village de Kfar Etzion en 1947, reconstruit en 1967, considéré comme la première colonie.

Au début, la colonisation est menée de manière discrète par l'État-major militaire chargé des Territoires occupés et à l'initiative d'activistes religieux qui plus tard se rassembleront au sein du Goush Emounim (le « Bloc des fidèles »). Ensuite, en l'espace de deux-trois ans, une « gigantesque entreprise de colonisation est mise sur pied ».
Au début du mois de juillet, le Cabinet israélien approuve la construction de « deux ou trois chantiers de travail temporaires » dans le no man's land qui séparait Israël et la Syrie avant la guerre. Un kibboutz est fondé le 16 juillet dans le Golan pour prendre en charge le cheptel et les vergers « abandonnés ». Le 27 août, le gouvernement donne l'autorisation aux Israéliens de cultiver les champs sur tout le plateau.
En août, l'État-major décide d'y établir une chaîne d'avant-postes du Nahal. Il s'agit d'installations initialement militaires mais dans lesquelles ces derniers cultivent la terre aux alentours, puis s'y installent définitivement quand ils retournent à la vie civile. La première est fondée à Banias en septembre. En janvier 1968, 2 avant-postes du Nahal sont établis dans le sud de la vallée du Jourdain puis dans la bande de Gaza.
En parallèle avec la colonisation militaire, des activistes religieux, convaincus que le gouvernement n'osera pas s'opposer à eux ou utiliser la force pour les déloger, bravent les interdits officiels et lancent des initiatives privées d'implantations. En pratique, ils sont souvent soutenus sur le terrain par les militaires qui assurent leur sécurité face aux Palestiniens et qui les fournissent en électricité et les ravitaillent en eau[réf. nécessaire].
Dans ce contexte, la première « colonie » mise en place est celle de Kfar Etzion, fondée sur le site d'un ancien kibboutz situé entre Bethléem et Hébron et qui avait été détruit par la Légion arabe en 1948. Les opérations sont menées par Yossef Weiz, un tenant de l'expulsion des Arabes, et le rabbin Hanan Porat (en) qui y avait passé son enfance. En avril 1968, le rabbin Moshe Levinger demande une permission pour célébrer le seder de Pessah dans la ville d'Hébron, et les participants décident de ne pas quitter les lieux par la suite, pour « faire revivre la communauté juive » de la ville. Après un mois et une série d'évictions, le gouvernement israélien leur permet de rester temporairement. Le groupe reçoit la protection de l'armée et en février 1970, l'autorisation temporaire pour se réinstaller sur une colline proche (Hébron Illit), qui deviendra Kiryat Arba.
L'État finit par collaborer avec eux en leur fournissant des terres publiques (plus de 50 % du territoire cisjordanien est public à l'époque) ou en leur cédant des terres arabes expropriées pour « des raisons de sécurité »,. Des aides sont même données aux candidats colons sous la forme de prêts immobiliers à faible taux d'intérêt, voire de subventions pures et simples,.
La colonisation connaît plusieurs jalons importants :
- un an après la guerre, le Golan compte 6 colonies ; en 1973, 19 et en 1977, ce sont 26 colonies qui ont été établies sur le plateau syrien[22] ;
- en Cisjordanie, Israël possède 17 colonies en 1973 et 36 en 1977[22], dont Ma'aleh Adumim à l'est de Jérusalem qui compte près de 40 000 colons en 2016[38] et qui a été la première colonie israélienne à obtenir le statut de ville en 1992[réf. nécessaire] ;
- dans la bande de Gaza et le long de la frontière égyptienne, 7 colonies se sont installées entre 1968 et 1973 et leur nombre est passé à 16 en 1977[22], dont Kfar Darom ;
- dans le Sinaï, on compte 7 colonies israéliennes en 1977[22], dont Yamit.

Au total, 10 ans après la guerre, 11 000 Israéliens se sont installés dans les territoires conquis.

### Politique de Menahem Begin (1977-1983)

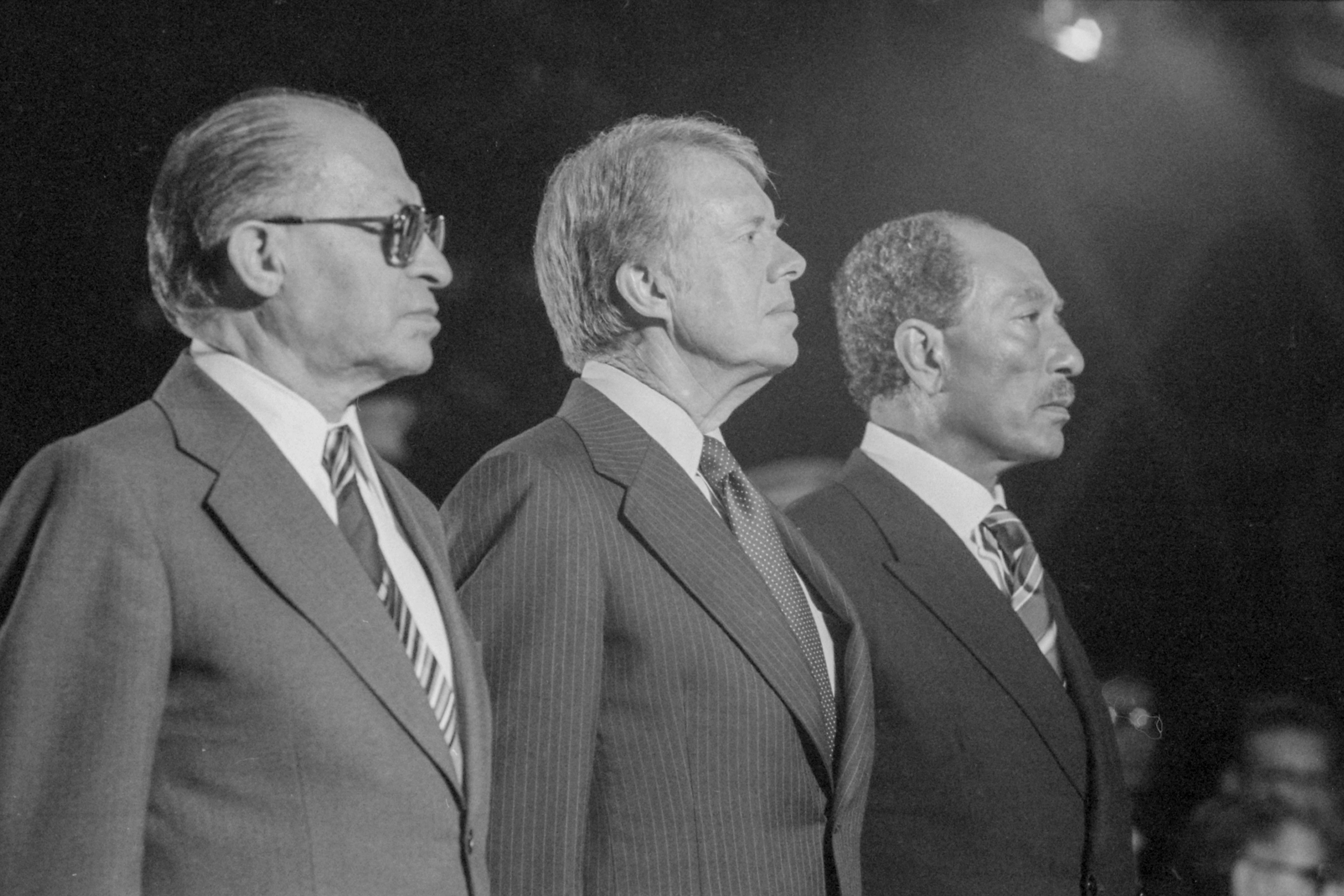
Menahem Begin, Jimmy Carter et Anouar el-Sadate célébrant les accords de Camp David en 1978

#### Expansion des colonies en Cisjordanie
En 1970, Menahem Begin quitte le gouvernement d'union nationale en raison de l'acceptation par Israël de la résolution 242 et de la formule « terre contre paix ». Pour son parti le Hérout, la Cisjordanie et la bande de Gaza sont « aussi juifs que Tel-Aviv » et ne peuvent en aucun cas être cédés aux Arabes. La victoire aux élections israéliennes de 1977 d'une coalition rassemblant différents partis de droite et de partis religieux autour du Hérout, du Likoud et du Parti libéral va dépasser la stratégie sécuritaire pour ce qu'A. Dieckhoff décrit comme une « stratégie de la présence », favorisant le peuplement juif dans des endroits stratégiques de la Cisjordanie.
En 1978, Israël et l'Égypte signent les accords de Camp David qui marquent la fin du conflit entre eux. Malgré les négociations de paix qui demandent un gel de toute construction dans les colonies, une centaine de nouvelles implantations voient le jour, en particulier des centres urbains à l'est de Jérusalem (comme Beit El en Cisjordanie fondée en 1977) et de Tel-Aviv (comme Elkana (en) établie en 1977, Ariel en 1978 ou Beit Aryeh-Ofarim en 1981).

#### Évacuation du Sinaï
À la suite des accords de paix, les colonies du Sinaï sont évacuées (et rasées par les Israéliens) en même temps que les territoires conquis sur l'Égypte en 1967 lui sont restitués. Toutefois, des militants s'y réinstallent « illégalement ». À Yamit, Menachem Begin et Ariel Sharon, ministre de l'Agriculture, chargé de la colonisation, font intervenir l'armée israélienne : 20 000 soldats sont mobilisés pour déloger 1 500 militants ; il n'y a pas de blessés. Selon Benny Morris, la motivation est double : il s'agit de montrer au monde « le coût des sacrifices concédés par Israël dans sa recherche de la paix » et de « montrer à la population israélienne l'atrocité de l'évacuation de colonies », afin de mettre en garde les citoyens israéliens qui militent pour l'évacuation de la Cisjordanie et du Golan/

#### Annexion de Jérusalem-Est et du Golan
La détermination israélienne à ne pas restituer l'ensemble des territoires occupés se traduit par deux décisions :
- le 30 juillet 1980, le parlement israélien (la Knesset) vote une « loi fondamentale » faisant de Jérusalem réunifiée, la capitale d'Israël[43]. Cette annexion de Jérusalem-Est est immédiatement condamnée par les résolutions 476 et 478 du Conseil de sécurité en tant que violation du droit international[44] ;
- le 14 décembre 1981, la Knesset vote la loi du plateau du Golan affirmant l'annexion du territoire par Israël. L'annexion est immédiatement condamnée par la résolution 497 du Conseil de sécurité qui la déclare « nulle et non avenue et sans effet juridique sur le plan international »[45].

Fin 1983, on compte 76 095 Juifs israéliens à Jérusalem-Est, 22 800 en Cisjordanie, 6 800 dans le Golan et 900 dans la bande de Gaza, soit un total de 106 595 dans l'ensemble des territoires occupés. Le rythme de la colonisation s'est accéléré d'un facteur 10 par rapport à la période précédente.[pas clair]

#### Situation des Palestiniens dans les territoires occupés
(juillet 2024).
Le développement des réseaux routiers et électriques nécessaires pour des raisons sécuritaires et pour desservir les colonies bénéficièrent également à la population palestinienne. Ainsi, en 1967 seuls 18 % des foyers gazaouites possédaient l'électricité. Ils étaient 89 % en 1981. La population palestinienne put également bénéficier des services hospitaliers et des soins de santé israéliens, ce qui se traduisit par une chute importante du taux de mortalité à la naissance et par une augmentation conséquente de la population palestinienne, en particulier à Gaza.
Sur le plan politique, selon Benny Morris, Israël se montra « tolérant ». De nombreuses organisations citoyennes virent le jour comme des syndicats, des associations professionnelles, des comités estudiantins (7 universités virent le jour en Cisjordanie et à Gaza en 10 ans), des associations caritatives, des journaux, des instituts de recherche, des groupes féministes… Les Israéliens autorisèrent même l'établissement d'institutions officielles militant pour l'autonomie et la résistance politique. Par contre, Israël refusa d'accorder toute légitimité aux groupes indépendantistes de l'Organisation de ration de la Palestine (l'OLP) de Yasser Arafat, considérés comme terroristes, ce qui eut pour conséquence de favoriser la popularité des Frères musulmans qui, sous la direction d'Ahmed Yassine, distillèrent un discours intégriste.
Sur le plan économique, à l'issue des 15 ans qui suivirent la conquête des territoires, le revenu annuel par habitant dans la bande de Gaza passa de 80 à 1 700 dollars tandis qu'en Cisjordanie, il fit plus que tripler. Le nombre de voitures fut multiplié par 10, celui des tracteurs par 9 et celui des téléphones par 6. Chaque année entre 1968 et 1978, le PNB connut une croissance supérieure à 10 % dans la bande de Gaza et en Cisjordanie, tandis qu'il augmentait de 5,5 % par an en Israël sur la même période.
Selon Zeev Schiff et Ehud Yaari, la politique gouvernementale israélienne dans les territoires occupés fut cependant subordonnée aux besoins économiques israéliens et aurait ainsi étouffé le développement de l'économie palestinienne. Notamment, les puits israéliens puisant dans les aquifères régionaux, furent en majorité au bénéfice d'Israël et de ses colonies,. Ces derniers en utilisaient en moyenne douze fois plus que la population palestinienne et la superficie de l'agriculture irrigable en Cisjordanie fut réduite de 30 % entre 1967 et 1987. L'administration israélienne des territoires interdit aux Palestiniens d'installer des manufactures et réglementa de manière importante les déplacements, l'importation de fonds ou de matériaux, la culture de certains produits agricoles... ce qui eut pour conséquence de transformer les territoires en un marché pour les marchandises israéliennes. Le gel des développements industriel et agricole palestiniens contraint une part importante de la main-d'œuvre des territoires occupés à chercher du travail peu qualifié en Israël, en particulier dans la construction ou l'agriculture.

### Gouvernement de coalition (1984-1988)

#### Augmentation de la population de colons
Les élections législatives israéliennes de 1984 voient les partis de gauche, réunis sous la bannière « Alignement », remporter 44 sièges contre 41 pour le Likoud. Aucun des deux ne réussit cependant à rassembler suffisamment d'autres partis dans une coalition qui pourrait former une majorité à la Knesset. Shimon Peres et Yitzhak Shamir décident alors de gouverner alternativement, chacun occupant le poste de Premier ministre pendant deux ans.
Durant cette période, si le nombre de colonies ne grandit pas sensiblement, leur population s'accroît considérablement en raison de leur expansion. La population israélienne de Cisjordanie passe de 35 000 à 64 000 de 1984 à 1988. En 1989, elle est de 200 000 : 117 000 à Jérusalem-Est, 70 000 en Cisjordanie, 10 000 dans le Golan et 3 000 dans la bande de Gaza.

#### Politique de répression contre les Palestiniens
L'administration des territoires est sous la responsabilité d'Yitzhak Rabin, ministre de la Défense. Il y instaure une politique de « répression continue » envers les militants nationalistes palestiniens. Plusieurs dizaines de milliers de Palestiniens sont mis en détention administrative, qui dure plusieurs semaines à plusieurs mois d'affilée, souvent sans jugement. En parallèle, des groupes de colons s'établissent en groupes d'autodéfense « vengeurs », en citant les mots utilisés par Benny Morris. En Israël, des représentants politiques de l'extrême-droite appellent ouvertement à l'expulsion des Palestiniens des territoires occupés vers la Jordanie, à laquelle ils avaient été intégré durant son occupation.
C'est dans ce contexte que se déclenche le 9 décembre 1987 la Première intifada, appelée par les Palestiniens la « révolte des pierres ».

### Intifada (1987-1993)

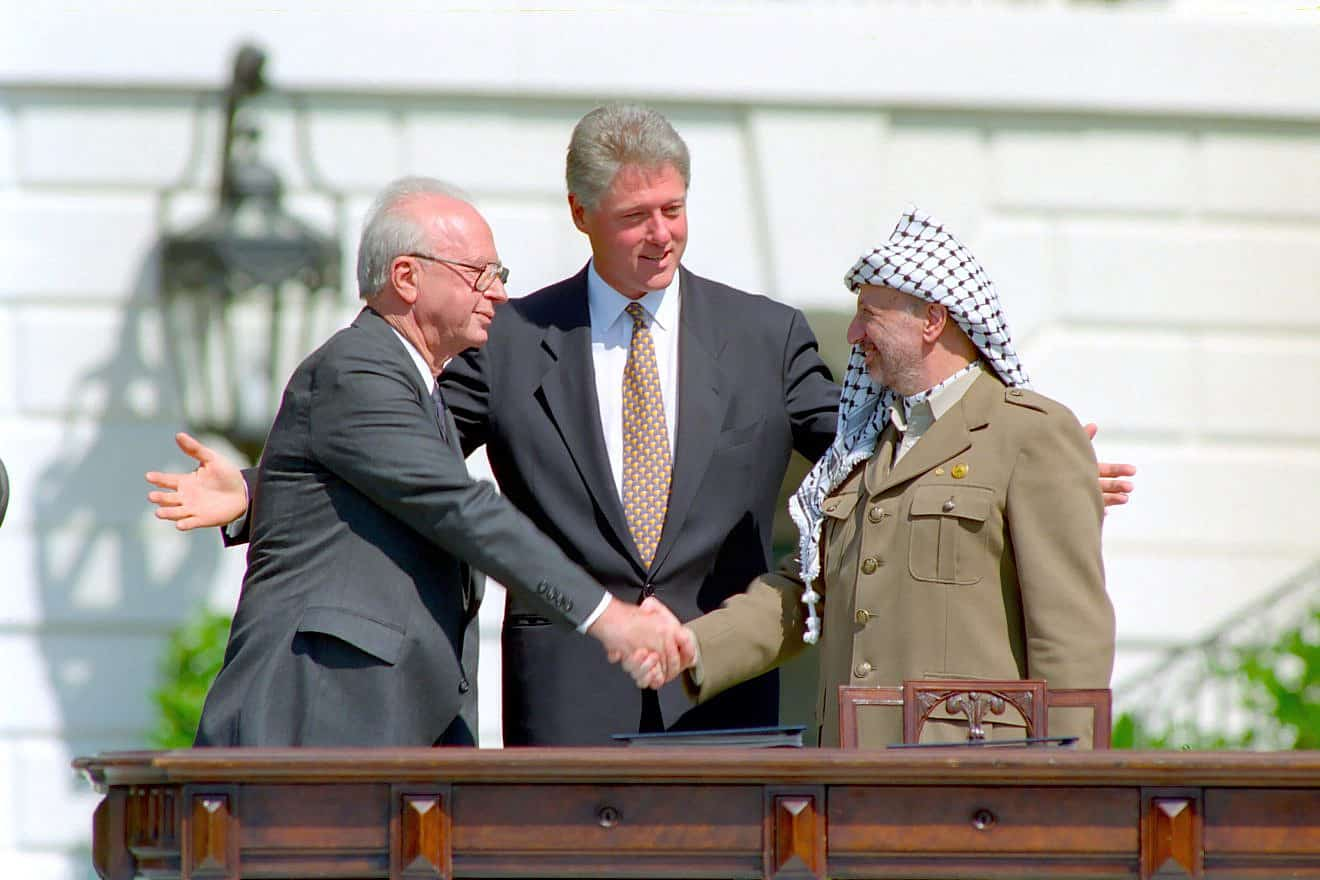
Yitzhak Rabin, Bill Clinton et Yasser Arafat à l'issue des accords d'Oslo le 13 septembre 1993.

La révolte palestinienne s'exprime initialement par une désobéissance civile généralisée face à laquelle l'armée n'est pas préparée, tandis que les extrémistes des deux camps, Hamas et colons intégristes, prônent et usent de violence. Au bout de trois ans, l'armée a procédé à plus de 15 000 arrestations administratives et 8 000 Palestiniens sont prisonniers en Israël.

### Accords d'Oslo et augmentation du nombre de colons (1988-1993)
Cette situation provoque une opposition en Israël sur la politique du gouvernement et le renforcement du « mouvement pour la paix », ce qui va mener sous l'égide des États-Unis, à la signature en septembre 1993 des accords d'Oslo entre Israël et l'OLP. Ces accords reconnaissent la souveraineté de l'Autorité palestinienne sur la Cisjordanie et Gaza et annoncent le retrait progressif d'Israël des territoires occupés.
Durant cette période, la population de colons passe de 200 000 à 282 000 (+45 000 en Cisjordanie et +35 000 à Jérusalem-Est), malgré l'annonce en 1992 par le gouvernement israélien d'un « gel de la colonisation ».

### Des accords d'Oslo à la seconde intifada (1993-2000)

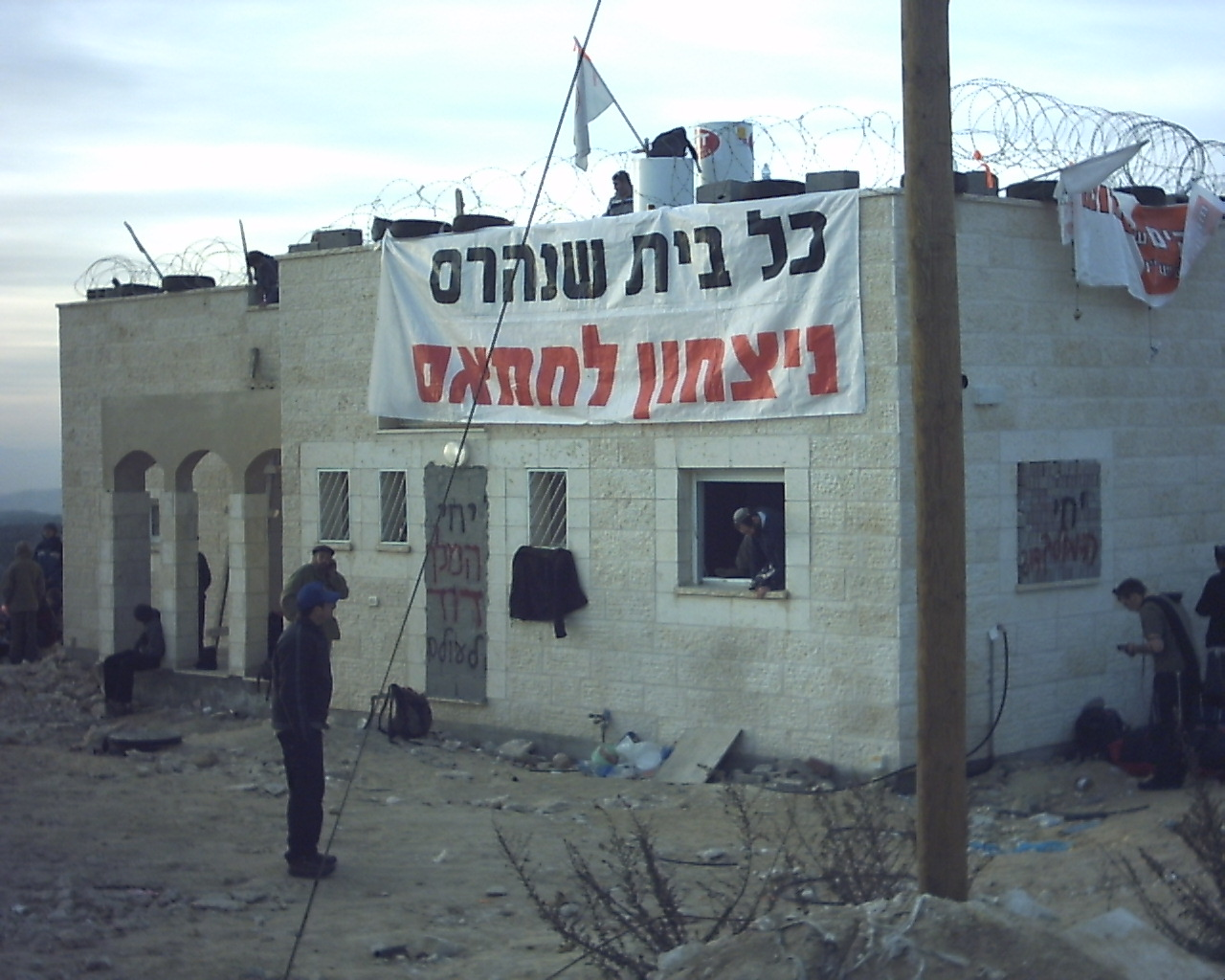
Bâtiment de l'avant-poste d'Amona fondé en 1995 sur des terres privées palestiniennes, près d'Ofra au centre de la Cisjordanie.

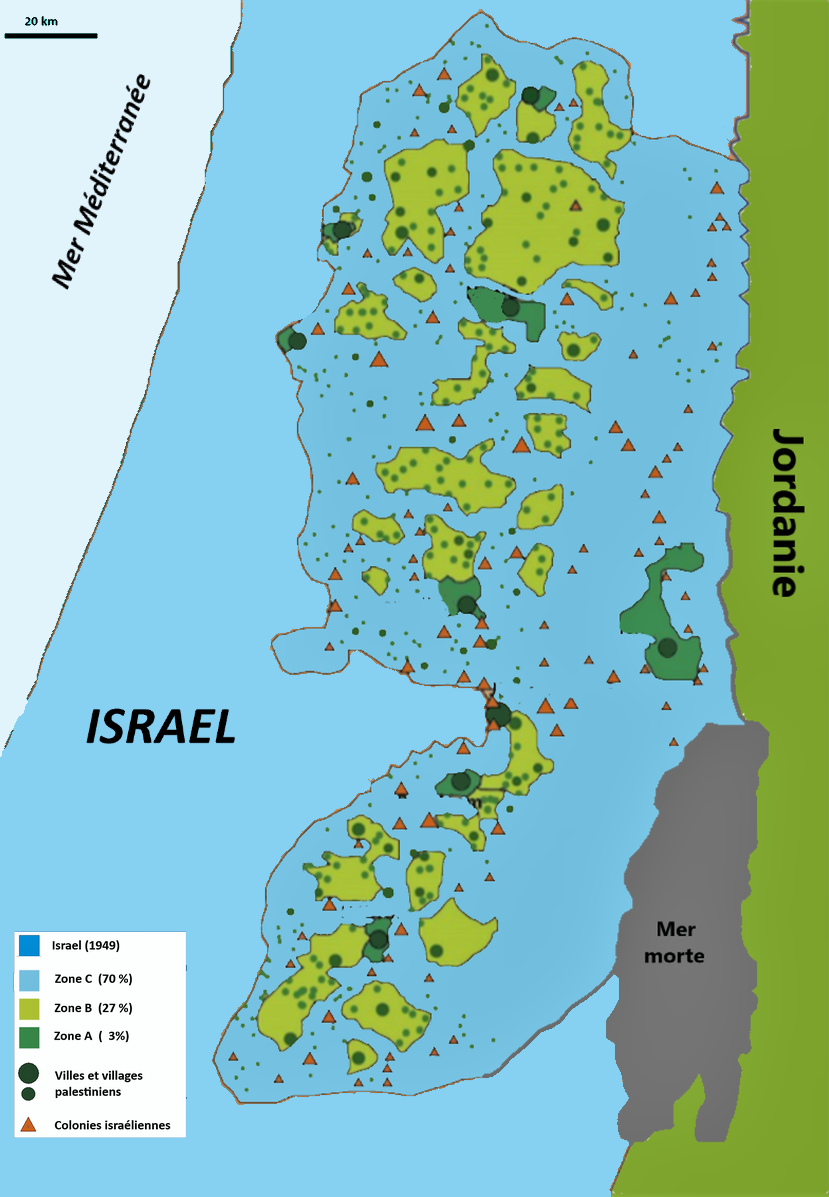
Division de la Cisjordanie en trois zones à la suite de l'accord intérimaire de 1995 (accord de Taba).

Après 1993, le retrait israélien ne se produit cependant pas et la colonisation s'intensifie contrairement aux accords d'Oslo.
Le mouvement des colons établit des « avant-postes » dans les territoires occupés en infraction théorique avec la loi israélienne,. En pratique, bien qu'ils ne soient pas ouvertement reconnus par le gouvernement, les autorités israéliennes les soutiennent dans leur établissement et leur développement. Selon La Paix maintenant, une cinquantaine sont établis entre 1993 et 2000.
Les extrémistes des deux camps expriment également dans le terrorisme leur opposition au processus de paix. Le 25 février 1994, Baruch Goldstein, un colon de Kyriat Arba et adepte de Meir Kahane, perpètre le massacre d'Hébron au cours duquel 29 Palestiniens sont tués et 125 autres blessés. De son côté, le Hamas commet un attentat-suicide à Afoula, tuant 8 Israéliens, ainsi que de nombreux autres sur l'ensemble du territoire israélien jusqu'à la fin 1998. Le 4 novembre 1995, Yitzhak Rabin alors Premier ministre, est assassiné par Yigal Amir, un extrémiste néosioniste.
Le 24 septembre 1995, l'accord intérimaire sur la Cisjordanie et la bande de Gaza scinde la Cisjordanie en 3 zones :
- la zone A (3 % du territoire[Note 2] et 20 % de la population palestinienne) placée sous le contrôle de l'Autorité palestinienne. Cette zone regroupe les grandes villes palestiniennes, à l'exception de Jérusalem-Est (annexée en 1980) et de Hébron ;
- la zone B (27 % du territoire et 70 % de la population palestinienne) placée sous administration civile palestinienne mais où Israël reste responsable de la sécurité ;
- la zone C (70 % du territoire et 10 % de la population palestinienne) qui reste sous contrôle israélien et où se trouvent l'essentiel des colonies.

Selon les points de vue, les accords de Taba sont considérés soit comme la possibilité future d'instaurer un État palestinien, soit comme un découpage de la Cisjordanie en enclaves mal connectées dans le réseau des colonies israéliennes.
En mai 1996, la droite israélienne revient au pouvoir avec la victoire du Likoud aux élections, ce qui ralentit le processus de paix. Néanmoins, le 7 février 1999, Benyamin Netanyahou et Yasser Arafat signent les accords de Wye Plantation qui transfèrent 13 % de la zone C vers les zones B (12 %) et A (1 %) ainsi que 14 % de la zone B vers la zone A en échange de mesures à prendre par les Palestiniens dans la lutte contre le terrorisme. Ehud Barak lui succède en 1999.
Sur les 8 ans entre la signature des accords d'Oslo et le déclenchement de la seconde intifada, la population des colons est passée de 280 000 à 390 000 avec une augmentation principalement en Cisjordanie où elle s'accroît de 70 % (+ 80 000).

### Situation des Palestiniens dans la bande de Gaza

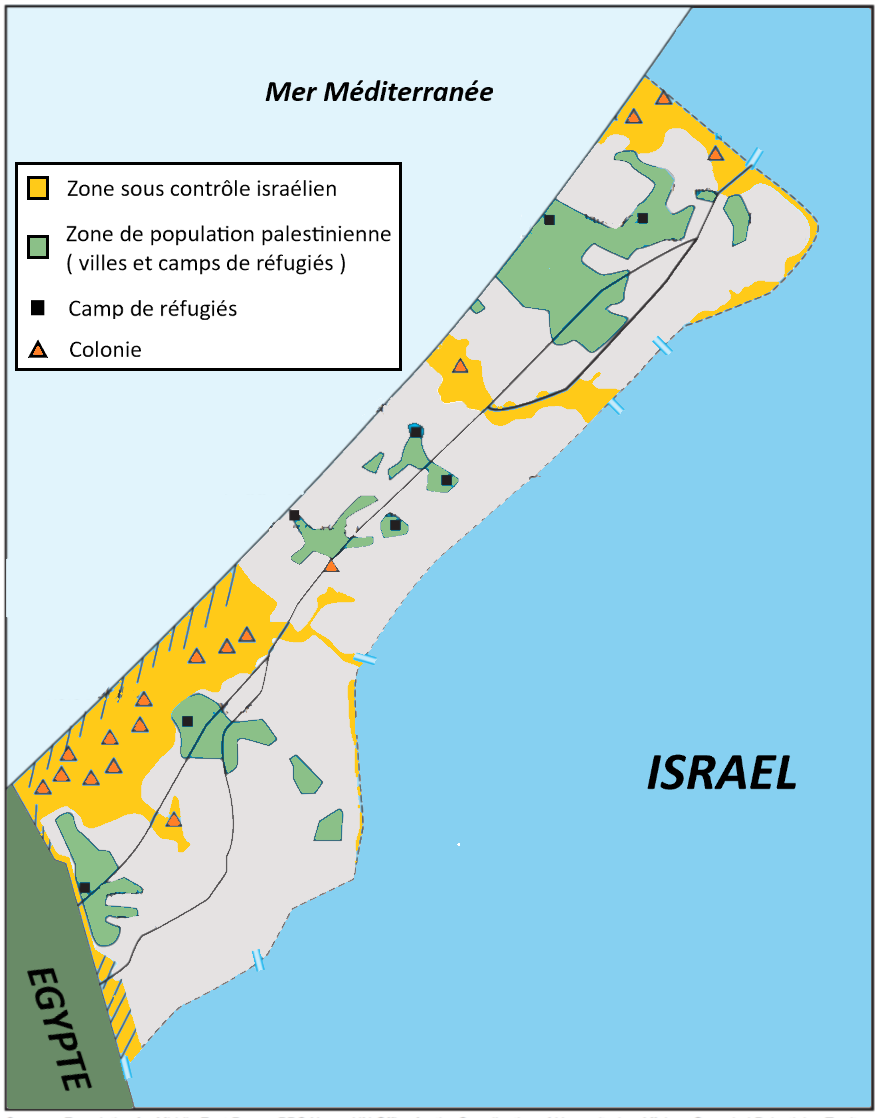
En 2001, la bande de Gaza compte 1500000 habitants dont 1070000 réfugiés vivant sur 6,3 km² et 8000 colons vivant sur 70 km².

La bande de Gaza fait 45 km de long et 12,5 km dans sa partie la plus large (au sud-ouest) et 5,5 km dans sa partie la plus étroite (au centre). Environ 50 % de la zone est désertique, 20 % sont affectés aux colonies et 15-20 % voués à la sécurité et à des installations ou des camps militaires.
Au moment du déclenchement de la seconde intifada, 125 km2 sur les 360 sont sous contrôle israélien. La zone compte 13 villes, 8 camps de réfugiés et 21 colonies. La population totalise 1 500 000 personnes dont 1 070 000 de réfugiés (~ 71,5 %) et 8 000 colons israéliens (~ 0,5 %). L'armée israélienne y stationne également une brigade. La densité de population est en moyenne de 4 167 personnes au km2 et de 74 706 dans les camps de réfugiés. Elle est de 110 personnes au km2 dans les colonies.
La bande de Gaza connaît également un grave problème d'approvisionnement en eau : 96 % de la nappe aquifère a été vidée de ses réserves ; elle est également polluée et son taux de salinité est élevé. La consommation en eau des colons s'élève à 584 litres par personne et par jour, soit 7 fois plus que la moyenne de la population palestinienne de Gaza (~ 80 litres par jour) tandis que l'Organisation mondiale de la santé préconise une disponibilité de 100 litres par jour et par personne pour répondre aux besoins de base.

### Les évènements de la seconde intifada (2000-2006)

#### Révolte palestinienne et mur de séparation

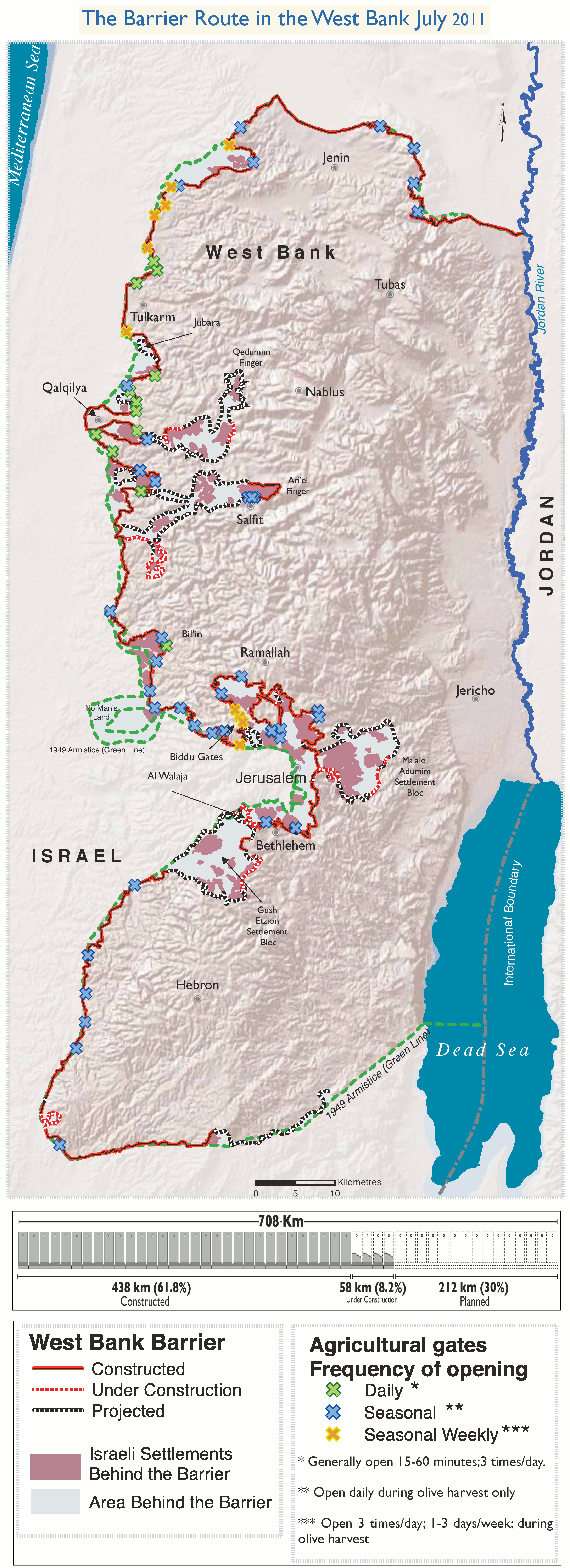
Tracé de la barrière, tel qu'il était établi en juillet 2011.

Le déclenchement de la seconde intifada coïncide avec la visite de l'esplanade des Mosquées/mont du Temple par Ariel Sharon le 28 septembre 2000 et la mort de Mohammed al-Dura. Il s'ensuit des émeutes générales dans tous les territoires occupés auxquelles se joint la population arabe israélienne. Les groupes terroristes palestiniens se lancent fin octobre dans une vaste campagne d'attentats-suicides faisant plus d'un millier de morts, auxquels l'armée répondra par des opérations militaires.
Les événements vont avoir un impact conséquent sur le développement des colonies.
En 2002, à la suite de la vague d'attentats, Israël lance la construction d'une barrière de séparation israélienne en territoire palestinien. Seuls 15 à 20 % suivent le tracé de la Ligne verte, ; le reste empiète dans le territoire cisjordanien,. À terme la barrière intégrerait la majeure partie des colonies israéliennes à forte démographie ainsi qu'une partie des puits. À un endroit elle s'écarte de plus de 23 kilomètres pour inclure la colonie d'Ariel.

#### Retrait unilatéral de la bande de Gaza (août-septembre 2005)
En 2003, Ariel Sharon annonce un futur retrait militaire et civil, unilatéral et intégral de la bande de Gaza. Entre les 17 et 22 août 2005, les 21 colonies de la bande de Gaza sont démantelées et environ 7 800 Israéliens sont évacués dont 7 000 par la police et l'armée israéliennes. Le 12 septembre, l'armée évacue à son tour la bande de Gaza. Quatre colonies de Cisjordanie seront également démantelées.
Selon Meron Rapoport, le retrait unilatéral « vise à geler le processus de négociation. Et, en gelant le processus de négociation, [on] empêche la création d’un État palestinien et [on] empêche la discussion sur la question des réfugiés. ».
Sur les 5 ans de la seconde intifada, la population des territoires occupés passe de 390 000 à 460 000 avec l'accroissement localisé presque entièrement en Cisjordanie.

#### Gouvernement Ehud Olmert (2006-2009)
En janvier 2006, le Premier ministre Ariel Sharon est victime d'une attaque cérébrale, ainsi Benyamin Netanyahou quitte la coalition gouvernementale, mais ne parvient pas à la faire tomber. Ariel Sharon est remplacé à son poste par Ehud Olmert de Kadima qui poursuit en l'accentuant la politique de gel de toute nouvelle construction dans les colonies et de l'évacuation de la population israélienne des «territoires occupés».
Le 1er février 2006, Amona est ainsi évacuée par les forces de l'ordre israéliennes puis rasée. Au cours de cette évacuation, plus de 200 personnes sont blessées, dont 80 parmi les forces de l'ordre.
En novembre 2007, Olmert s'engage à démanteler les colonies construites sans autorisation gouvernementale en Cisjordanie, s'engageant ainsi sur un des éléments clés de la « feuille de route ».
En juin 2008, il annonce sa volonté d'évacuer 93 % de la Cisjordanie tout en conservant les grands blocs d'implantations en échange de quoi les Palestiniens recevraient des terres israéliennes autour de la bande de Gaza. Il annonce ainsi la construction de 884 nouveaux logements à Jérusalem-Est, ce contre quoi les États-Unis le mettent en garde vis-à-vis de l'exacerbation des tensions avec les Palestiniens. En septembre, il accepte un retrait du Plateau du Golan conquis à la Syrie, voire à Jérusalem-Est en cas d'accords définitifs. Silvan Shalom, membre du parti de droite Likoud, l'accusait de défendre des positions d'extrême-gauche.
À la suite de sa mise en cause dans des affaires de corruption, Ehud Olmert est contraint de démissionner. Les tentatives pour sauver le gouvernement échouent et des élections anticipées sont annoncées pour février 2009. Malgré les appels du Président George W. Bush à poursuivre les négociations avec les Palestiniens, le cabinet se prononce pour son gel en attendant l'issue des élections.

### Gouvernement Netanyahou (2009-2025): expansion des colonies
Les élections de février 2009 voient la victoire de Benyamin Netanyahou qui devient Premier Ministre. Sous la pression américaine, celui-ci conserve le gel de la colonisation sauf à Jérusalem-Est. Cependant, à la suite du départ du parti travailliste de la coalition en 2011, puis de celui de Kadima en juillet 2012, la politique israélienne va changer.
En juillet 2012, Netanyahou avait annoncé son intention de légaliser 3 colonies non reconnues par Israël. Fin 2012, en réponse au statut d'État observateur accordé à la Palestine par l'ONU, le gouvernement israélien décide de lancer la construction de 3,000 logements dans la zone E1. Selon l'universitaire Jean-Paul Chagnollaud, l'urbanisation de cette zone de 12 km2 comprise entre Jérusalem et Ma'aleh Adumim et séparant le Nord et le Sud de la Cisjordanie empêcherait l'émergence d'un État palestinien unifié.
En 2014, la Cour suprême d'Israël juge qu'Amona a été construite sur une propriété privée palestinienne. Ces habitants sont évacués avant la fin 2015 et le propriétaire bénéficie d'une compensation financière.
Le 6 février 2017, le gouvernement israélien vote une loi légalisant 53 colonies sauvages. Selon ses promoteurs, la loi a pour objectif d'empêcher la Cour suprême israélienne d'ordonner le démantèlement de colonies, comme ce fut le cas pour Amona. António Guterres y voit une infraction à la loi internationale. En août 2018, un tribunal israélien légalise pour la première fois une colonie Mitzpe Cramim, qui a été établie sur des terres privées palestiniennes, jugeant qu'elle a été construite « de bonne foi ». En 2020, la Cour suprême d'Israël annule cette décision, jugeant sa construction illégale et ordonne l'éviction de ses habitants.
Entre 2009 et 2019, La Paix maintenant rapporte que les gouvernements Benyamin Netanyahou ont fait construire 20,000 logements en Cisjordanie et a alloué aux colonies près de 10 milliards de shekels (2,8 milliards de dollars). En mai 2019, on compte 630 000 colons en Cisjordanie et à Jérusalem-Est. Lors de la campagne des législatives israéliennes de 2019, il annonce son intention de commencer l'annexion des colonies de Cisjordanie.
La colonisation s’accroit, fin 2023 ils sont désormais plus de 475 000 à vivre en Cisjordanie occupée.
Le 25 juillet 2024, le journal libéral Haaretz - dans sa version sur Internet- signale qu'un nouveau rapport de l'organisation « La paix maintenant » fait mention des différentes actions menées par le gouvernement israélien depuis le déclenchement de la guerre commencée le 7 octobre 2023 : en Cisjordanie occupée, 25 nouvelles implantations de colons ont eu lieu, un plan relatif à la construction de 8 271 constructions a été approuvé et environ 9,3 kilomètres carrés de terres ont été classées comme « terres d'État ».
Le 7 août 2024, Bezalel Smotrich, ministre israélien des finances et figure de l’extrême-droite suprémaciste, annonce vouloir « engager les procédures d’établissement » de 5 nouvelles colonies juives, dont une aux portes du village antique de Battir. Ce projet, baptisé Nahal Haletz, vise à relier la ville de Jérusalem au groupes de colonies du Goush Etzion, et couvre près de la moitié de la « zone centrale » d'un site classé par l’UNESCO, organisation dont Israël s'est retiré en 2017,.
Le 22 novembre 2024, le ministre israélien de la Défense, Israël Katz, annonce que le régime de détention administrative ne s’appliquera plus aux colons israéliens, car « les colonies juives [en Cisjordanie] sont soumises à de graves menaces terroristes palestiniennes […] et que des sanctions internationales injustifiées sont prises contre des colons ».
Le 30 mars 2025, le gouvernement de Benyamin Netanyahou annonce la construction de nouvelles routes visant à renforcer la colonisation dans la zone de Maalé Adoumim. Le projet consiste notamment à diriger les Palestiniens de cette zone vers un chemin parallèle à la route actuelle, afin de rejoindre certains villages. L'ONG israélienne La paix maintenant dénonce une « nouvelle route d'apartheid ». En mai, le gouvernement israélien annonce la création de 22 nouvelles colonies en Cisjordanie occupée. Deux de ces nouvelles colonies, Homesh et Sa-Nur, avaient été démantelées dans le cadre de la loi de 2005 sur le désengagement de Gaza. Cette loi vient d'être formellement abrogée par le gouvernement israélien.

## Évolution démographique

### Chiffres
Des ONG qui s'opposent aux colonies israéliennes publient des estimations de la population israélienne vivant dans les territoires occupés, y compris Jérusalem-Est et le plateau du Golan. Elles se basent sur les chiffres du Central Bureau of Statistics (CBS) d'Israël :
- en 1972, elle était de 10 000 personnes[93] ;
- en 1989, elle était de 200 000 personnes (Cisjordanie : 70 000 ; Jérusalem-Est : 117 000; Golan : 10 000 ; Gaza : 3 000) au début de la première intifada[93] ;
- en 2004, elle était de 442 000 personnes (Cisjordanie : 235 000 ; Jérusalem-Est : 182 000; Golan : 17 000 ; Gaza : 8 000) quand les colonies de Gaza ont été démantelées[93] ;

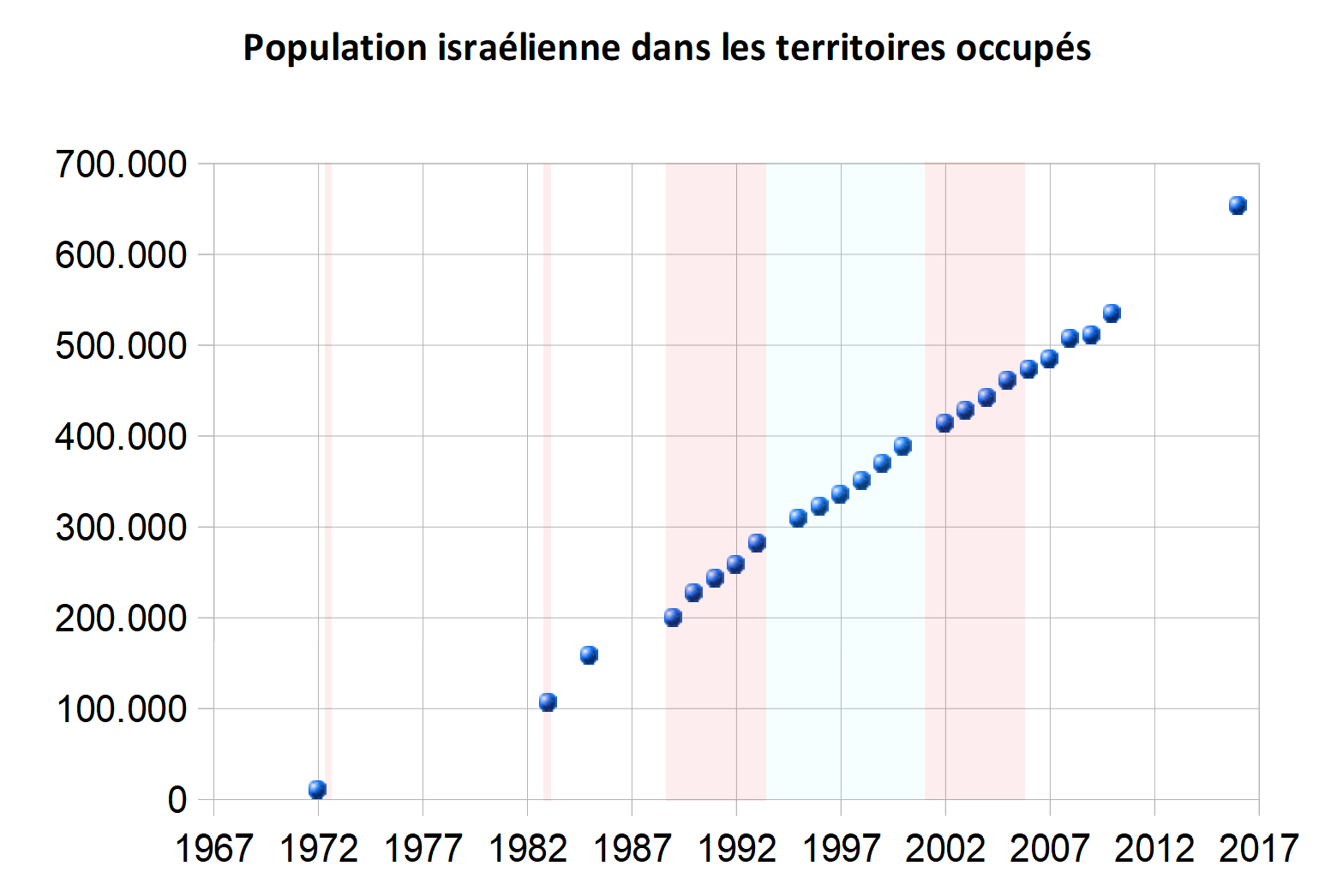
Évolution de la population israélienne dans les territoires occupés, y compris Jérusalem-Est et le plateau du Golan (1967-2016). Les immigrants comme les personnes nées sur place sont comptabilisées. Entre 1982 et aujourd'hui, la population a augmenté de manière constante d'environ 16000 personnes par an, tant pendant les 2 intifadas (1988-1993 ; 2001-2006) que pendant les négociations de paix qui ont suivi les accords d'Oslo (1993-2000).

- en 2010, elle était de 535 000 personnes (Cisjordanie : 314 000 ; Jérusalem-Est : 199 000 ; Golan : 20 000)[93] ;
- en 2016, elle était de 643 000 personnes (Cisjordanie : 413 000 ; Jérusalem-Est : 209 000 ; Golan : 21 000)[94],[95].

## Situation juridique

Israël a adhéré aux Nations unies en 1949. En tant que membre de l'organisation, les décisions du Conseil de sécurité sont contraignantes à son égard. Elle est également tenue au respect des conventions de Genève.

Une large partie de la communauté internationale, et des juristes de droit international, jugent illégal l'établissement des colonies israéliennes dans les territoires occupés par Israël depuis 1967,,,.
Le Conseil de sécurité des Nations unies et l'Assemblée générale ont voté de nombreuses résolutions condamnant l'établissement des « colonies de peuplements israéliennes » dans les territoires palestiniens occupés, y compris Jérusalem-Est et dans le Golan syrien occupé.
Une large partie de la communauté internationale juge également que l'article 49 de la quatrième convention de Genève sur la protection des civils en temps de guerre s'applique aux territoires palestiniens occupés. Cette dernière position est soutenue par le Comité international de la Croix-Rouge, diverses entités et la Cour internationale de justice dans un avis consultatif. La Cour suprême d'Israël reconnaît en 2004 qu'Israël occupe la Cisjordanie (occupatio bellica).
En diplomatie, dans un message commun émanant des ministères de l'Économie des États membres de l'Union européenne, il est affirmé que l'« Union européenne et ses États membres considèrent que les colonies israéliennes sont illégales au regard du droit international, qu’elles constituent un obstacle à la paix et rendent impossible la solution à deux États visant à résoudre le conflit israélo-palestinien ». Il est mis en garde « aux risques liés aux activités économiques et financières dans les colonies » du fait du statut incertain du droit au sol et des ressources utilisées ainsi que du non-respect des droits de l'homme et des risques quant à la réputation qui pourraient résulter du fait de « participation à des activités économiques et financières dans des colonies ».

### Résolution du Conseil de Sécurité de 2016
Selon la Charte de l'ONU que tous les membres doivent signer pour y adhérer, les résolutions du Conseil de sécurité des Nations unies sont contraignantes selon le droit international.
La plus récente sur le sujet, la résolution 2334 du 23 décembre 2016 :« [r]éaffirme que la création par Israël de colonies de peuplement dans le[s] territoire[s] palestinien[s] occupé[s] depuis 1967, y compris Jérusalem-Est, n’a aucun fondement en droit et constitue une violation flagrante du droit international et un obstacle majeur à la réalisation de la solution des deux États et à l’instauration d’une paix globale, juste et durable » ».
Ce fut la première résolution adoptée à traiter la question des colonies israéliennes depuis la résolution 465 en 1980. La résolution n'inclut aucune sanction ou mesure coercitive et a été adoptée en vertu du chapitre VI non contraignant de la Charte des Nations unies. Cependant elle a des conséquences diplomatiques, notamment en apportant une différenciation dans « tous les domaines opportuns » entre le territoire israélien et la Cisjordanie.

### À la suite de la guerre des Six Jours
La résolution 2253 de juillet 1967 de l'Assemblée générale déplore les actions israéliennes qui altèrent le statut de Jérusalem dès l'issue de la guerre des Six Jours. La condamnation est réitérée dans la résolution 2254. Elles sont confirmées par les résolutions 237, 242, 252 et 298 du Conseil de sécurité.
En particulier, la résolution 242 du 22 novembre 1967 du Conseil de sécurité des Nations unies souligne « l'inadmissibilité de l'acquisition de territoires par la guerre » et demande à Israël de se retirer de (ou des) territoires occupés (« from occupied territories » dans la version en anglais ; « des territoires occupés » dans la version en français).

### À la suite des accords de paix israélo-égyptien
Si Israël a évacué la zone du Sinaï après la paix signée avec l'Égypte, elle a intensifié la colonisation des territoires palestiniens occupés.
La résolution 446 du Conseil de sécurité des Nations unies votée le 22 mars 1979 « considère que la politique et les pratiques israéliennes consistant a établir des colonies de peuplement dans les territoires palestiniens et autres territoires arabes occupés depuis 1967 n'ont aucune validité en droit et font gravement obstacle à l'instauration d'une paix générale, juste et durable au Moyen-Orient ». Elle « demande une fois encore à Israël, en tant que Puissance occupante, de respecter scrupuleusement la convention de Genève (…) de ne pas transférer des éléments de sa propre population civile dans les territoires arabes occupés »,,,.

### Cour internationale de justice, juillet 2024
Saisie en décembre 2022 par l'Assemblée des Nations unies, la Cour internationale de justice déclare illégale, le 19 juillet 2024, l'occupation par Israël des territoires palestiniens occupés, appelle l'Etat hébreu à se retirer de ces territoires, et à « évacuer les colons »,,, indemniser les Palestiniens,,, « émettant, selon Euronews, une condamnation sans précédent de la domination d'Israël sur les terres dont il s'est emparé il y a 57 ans ». La Cour internationale de justice de l'ONU juge contraires au droit international les colonies israéliennes, « l'utilisation des ressources naturelles de la région, l'annexion et l'imposition d'un contrôle permanent sur des terres et les politiques discriminatoires à l'égard des Palestiniens », le « régime de ségrégation » instauré par Israël. La Cour rappelle la souveraineté et le droit à l'autodétermination des Palestiniens.
Il s'agit d'un avis juridique. Il n'a pas de caractère contraignant. Il autorise le Conseil de sécurité de l'ONU à prononcer des sanctions contre Israël au cas où cet Etat ne se mettrait pas en conformité avec le droit,. Selon le New York Times, la décision de la Cour internationale de justice constitue « la position la plus radicale adoptée par la plus haute juridiction du monde sur une question qui a fait l’objet de débats et de résolutions aux Nations unies depuis des décennies ». Par ailleurs, c'est la première fois que la CIJ se prononce sur cette question.

## Sanctions internationales
Dès février 2024, puis à plusieurs reprises au cours de l'année, les États-Unis, le Royaume-Uni, l'Union européenne, le Canada adoptent des sanctions contre des colons qui ont commis des actes de violence contre les Palestiniens dans le territoire occupé de Cisjordanie. Entre octobre 2023, moment où a commencé la guerre à Gaza, jusqu'en février 2024, les colons ont tué au moins 8 Palestiniens et en ont blessé 84 autres en Cisjordanie, sur un total de 370 Palestiniens de Cisjordanie tués - les 362 autres Palestiniens tués l'ayant été par des soldats israéliens.
Entre février et novembre 2024, les Etats-Unis sanctionnent au total 17 individus et 16 organisations ; dès janvier 2025, Donald Trump nouvellement élu annule toutes les sanctions prises par l'administration Biden.
Entre février et octobre 2024 le Royaume-Uni sanctionne 7 organisations qui soutiennent la colonisation, dont Amana, « branche centrale du mouvement des colons israéliens », également sur la liste des entités visées par des sanctions canadiennes.
En avril puis en juillet 2024, l'Union européenne impose des sanctions à des colons qui commettent « des violations systématiques des droits des Palestiniens en Cisjordanie et à Jérusalem ». Au total 14 colons et organisations sont concernés. Les sanctions comprennent « l’interdiction de leur fournir des fonds directement ou indirectement », « le gel des avoirs, l’interdiction de visas pour entrer dans l’Union européenne ». Parmi les organisations figurent Lehava, « groupe suprémaciste juif d’extrême droite », et les Jeunes des collines.
En mai, juin et septembre 2024 le Canada sanctionne également des colons israéliens : 4 individus en mai, puis en juin 7 individus et 5 organisations pour leur rôle consistant à faciliter, à soutenir ou à contribuer financièrement à des actes de violence commis par des colons extrémistes israéliens contre des civils palestiniens et leurs biens. En septembre, 4 colons et 3 organisations, Mount Hebron Fund et Shlom Asiraich, sont également visés pour avoir "participé à des actes de harcèlement et de violence, y compris des attaques contre des convois humanitaires, la dépossession de biens et le déplacement de collectivités palestiniennes".

## Positions des autorités palestiniennes et israéliennes

### Points de vue de l'Autorité palestinienne
L'Autorité palestinienne soutient que les colonies israéliennes sont illégales au regard du droit international. Les positions des responsables politiques palestiniens sont qu'elles doivent être démantelées pour permettre la formation de l'État arabe palestinien[réf. souhaitée].
D'après une étude menée par l'organisation La Paix maintenant en novembre 2006, sur la base de documents officiels obtenus de l'administration civile israélienne, 32 % des colonies de Cisjordanie seraient construites totalement ou partiellement sur des terres privées palestiniennes.

### Points de vue israélien

#### Points de vue des gouvernements israéliens successifs
Les différents gouvernements israéliens ont maintenu que les communautés israéliennes autorisées sont entièrement légales et en accord avec le droit international. Israël ne reconnait pas l'application de la quatrième convention de Genève, mais en applique les provisions pour des raisons humanitaires ainsi que la Seconde conférence de La Haye.
Selon la diplomatie israélienne, la présence juive dans le territoire de l'« ancienne Judée et Samarie » est de plusieurs milliers d'années et a été reconnue comme légitime par le mandat britannique sur la Palestine. En outre certaines colonies sont rétablies sur des communautés juives détruites comme à Hébron, dans le Goush Etzion, le long de la mer Morte ainsi qu'en référence à des lieux historiques et bibliques. De plus, le « futur » des colonies serait dépendant des négociations bilatérales entreprises avec les palestiniens (conformément aux accords d'Oslo).
Israël voit la situation comme une dispute territoriale, du fait qu'il n'existe pas de frontières définies de jure, pas d'arrangements diplomatiques ni de légitimité légale évidente. Un autre argument est que le territoire peut être occupé seulement si un autre état souverain le revendique. De plus le terme d'occupation est péjoratif, dans le contexte où le territoire a été conquis dans l'exercice de l'autodéfense au cours d'une guerre imposée par la Jordanie. Le gouvernement israélien parle de « territoire contesté » plutôt que de « territoires occupés »,. Le gouvernement israélien estime que le maintien d'Israël en Cisjordanie est un impératif sécuritaire. Dans les années 1970, la cour suprême d'Israël juge légale l'établissement de communautés civiles, étant perçu comme une mesure sécuritaire et militaire temporaire. En 1977, Israël reconnait des terres comme « terre d'État » et selon l'organisation La Paix maintenant, les terres qui sont allouées le sont principalement pour les colonies. De plus le ministère des affaires étrangères affirme que les settlements (colonies) qui étaient situés dans la bande de Gaza et la Cisjordanie avant l'occupation jordanienne, étaient reconnus par le mandat britannique adopté par les Nations unies et aucune clause des conventions de Genève ne peut interdire un « retour volontaire ». En 1971, Meir Shamgar juge contre l'application de l'article 2 et 49 sur les territoires qu'il qualifie d'« administrés ».
Divers juristes appliquent le concept de « vide juridique de la souveraineté » (sovereignty vacuum) pour décrire la situation légale succédant à la guerre des Six Jours. Julius Stone affirme que la présence d'Israël dans les zones en attente de fixation des frontières est entièrement légal. Il considère absurde la thèse selon laquelle le gouvernement israélien serait contraint par l'article 49 de la convention de Genève, de s'assurer (par force si nécessaire), que ces zones associées à la vie juive depuis des millénaires deviennent à jamais Judenrein. Eugene V. Rostow reconnaît les droits accordés aux Juifs par le mandat britannique comme irrévocables juridiquement. Stephen Schwebel reconnaît que la prise par Israël, par le principe d'autodéfense, d'un territoire qui était sous occupation illégale a meilleur titre légal.
Bien que tous les secteurs en question aient été capturés par Israël pendant la guerre de 1967, l'annexion éventuelle de chacun d'eux est l'objet d'argumentations particulières. Jérusalem a été divisée par une ligne d'armistice en avril 1949 et occupée d'une part par les forces jordaniennes pour sa partie orientale et pour sa partie occidentale par Israël. Selon la résolution du 29 novembre 1947 de l'Organisation des Nations unies, Jérusalem et les communes proches devait être zone corpus separatum, en tant que zone internationale. Jérusalem a été conquise en deux jours en juin 1967 par les forces armées israéliennes et est devenue « réunifiée », étant la capitale déclarée d'Israël qui permet l'accès aux lieux saints juifs, qui étaient interdits d'accès par les Jordaniens entre 1948 et juin 1967, contrairement à leurs engagements de l'armistice d'avril 1949.
Le Golan aurait été cédé illégalement par le Royaume-Uni lors de la répartition des mandats britannique en Palestine et français en Syrie[réf. nécessaire], après 1918 et est devenu incorporé à Israël après la loi de la Knesset, en décembre 1981, sans préjudice d'un futur traité de paix avec la Syrie.
L'Égypte a occupé la zone de Gaza dès 1949 et la Jordanie a fait de même pour la Cisjordanie et Jérusalem-Est à la même époque, agissant contre le projet de créer un État arabe palestinien pourtant prévu par l'ONU lors de la décision du 29 novembre 1947. En outre, le territoire fait partie du territoire du mandat britannique prévu par les accords de San Remo de 1920. La péninsule du Sinaï a été transféré à l'Égypte en 1906. Le Sinaï n'est pas annexé et la souveraineté égyptienne est restaurée lors de la signature des accords de paix en 1979[réf. nécessaire].
Howard Grief résume les fondements légaux d'Israël par le « principe de lien historique » et par l'article 22 du traité de Versailles 1919 reconnu par la déclaration Balfour, la résolution de San Remo et ainsi que par l'accord Fayçal-Weizmann de 1919 qui reconnaissent le peuple Juif comme étant un « bénéficiaire national de la Palestine ». De plus, Howard Grief avance que l'article 6 du traité Anglo-Américain de 1924 est toujours valide, en citant l'article 80 de la convention de Vienne sur le droit des traités de 1969.
Concernant les accords d'armistice de 1949 entre Israël et la Transjordanie qui stipule que la ligne d'armistice n'est pas une frontière, le premier ministre israélien Moshé Sharett parle en 1949 de « frontière provisoire ». Après la victoire israélienne en 1967, concernant l'idée de frontière israélienne sur cette ligne d'armistice, Golda Meir y voit de la « trahison » tandis que Menahem Begin y voit un « suicide national ».
Israël affirme que la construction des colonies serait légale en vertu des accords d'Oslo II qui lui accorderaient le droit de construire à l'intérieur de la zone C, partie du territoire de Cisjordanie sous contrôle exclusif israélien en attendant son transfert à l'autorité palestinienne dans le cadre du processus de paix israélo-palestinien,,.

## Administration
L'administration des colonies israéliennes en Cisjordanie est répartie entre :
- quatre villes :
  - Ariel (18 089 habitants), fondée en 1978 qui obtient le statut de ville en 1998,
  - Betar Illit (44 927 habitants), fondée en 1985 qui obtient le statut de ville en 2001,
  - Ma'aleh Adumim (37 138 habitants), fondée en 1975 qui obtient le statut de ville en 1991,
  - Modiin Illit (60 046 habitants), fondée en 1993 qui obtient le statut de ville en 2008 ;
- treize conseils locaux :
  - Alfei Menashe (7 583 habitants), fondée en 1983 devenue un conseil local en 1987,
  - Beit Aryeh-Ofarim (4 322 habitants), fondée en 1981 devenue un conseil local en 1989,
  - Beit El (5 899 habitants), fondée en 1977 devenue un conseil local en 1997,
  - Efrat (7 912 habitants), fondée en 1983 devenue un conseil local la même année,
  - Elkana (en) (3 871 habitants), fondée en 1977 devenue un conseil local la même année,
  - Giv'at Ze'ev (14 349 habitants), fondée en 1982 devenue un conseil local en 1984,
  - Har Adar (3 757 habitants), fondée en 1982 devenue un conseil local en 1995,
  - Immanuel (en) (3 115 habitants), fondée en 1983 devenue un conseil local en 1985,
  - Karnei Shomron (en) (6 560 habitants), fondée en 1977 devenue un conseil local en 1991,
  - Kedumim (en) (4 174 habitants), fondée en 1975 devenue un conseil local la même année,
  - Kiryat Arba (7 166 habitants), fondée en 1968 devenue un conseil local en 1979,
  - Ma'ale Efrayim (en) (1 098 habitants), fondée en 1978 devenue un conseil local en 1981,
  - Oranit (en) (7 626 habitants), fondée en 1983 devenue un conseil local en 1990 ;
- six conseils régionaux
  - Goush Etzion,
  - Har Hevron,
  - Mateh Binyamin,
  - Megilot,
  - Shomron,
  - Bik'at HaYarden.

## Sociologie

### Structure sociale
Pour Stéphanie Valdmann, si la plupart des colons se considèrent comme « sionistes religieux », certains sont « pratiquants » et respectent « les règles fondamentales du judaïsme et les fêtes les plus importantes » et les autres sont « ultra-orthodoxes » et « pratiquent les commandements du judaïsme de façon jusqu’au-boutiste ». Ces philosophies différentes dictent leur choix d'une colonie ou d'une autre.
Les colonies de Samarie et de Mateh Binyamin sont peuplées de sionistes traditionalistes venus s'installer en des lieux évoqués dans la Bible hébraïque. Ce sont des « sionistes de la première heure […] venus coloniser la terre de leurs ancêtres ». Deux colonies représentatives de ces régions sont celles de Shilo (Mateh Binyamin) (en) et d'Ariel. Les colonies proches de Jérusalem, dans le Goush Etzion sont celles des ultra-orthodoxes qui pensent que pratiquer assidûment le judaïsme et respecter ses 613 Commandements doit favoriser et accélérer la venue tant attendue du Messie. Toujours selon Stéphanie Valdmann, Maaleh Adounim, tout près de Jérusalem, attire ses habitants plus par le prix bas de l'immobilier de 15 % inférieur à celui de Jérusalem que par l'idéologie. Les colonies d'Hébron et de Kiryat Arba attirent des ultra-orthodoxes nourris d’idéologies religieuse et historique, parfois extrémistes. Quant aux colonies de la vallée du Jourdain, ce sont d'anciens avant-postes de Nahal qui pratiquent maintenant une riche agriculture sur les terres alluviales le long du fleuve.

## Situation économique
Elles sont construites de manière à offrir à leurs résidents de bonnes conditions de vie. La qualité des services offerts (qui vont de la taille des logements à l'éducation ou autres services publics) ainsi que les besoins sécuritaires induisent un transfert de capitaux du gouvernement israélien vers les colonies.
Du fait de la disponibilité de la main d'œuvre palestinienne et des hauts salaires (généralement plus de deux fois supérieurs), des dizaines de milliers de Palestiniens travaillent dans les colonies,.
Les accords d'Oslo divisent aujourd'hui la Cisjordanie en plusieurs zones. Le mur ou la barrière de séparation, les routes protégées pour relier Israël aux colonies et interdites aux Palestiniens, et les barrages et points de passage militaires, entravent la liberté de circulation des Palestiniens en Cisjordanie et interdisent la continuité territoriale du territoire palestinien.
En Cisjordanie comme dans le Golan, l'utilisation des ressources naturelles par Israël se fait au détriment de la population arabe. Par ailleurs, le quota d'eau alloué aux Israéliens, contribue à réduire l'égalité des chances et la libre concurrence[Information douteuse].
Le mouvement BDS (Boycott, désinvestissement et sanctions) qui vise entre autres la suppression des colonies peut menacer la production de ces colonies et l'emploi qu'elles offrent aux Israéliens et aux Palestiniens.
La vie économique et sociale de la population syrienne du plateau du Golan était basée sur l'agriculture mais la confiscation par Israël de certaines terres, les déracinements d'arbres et la destruction de semis ainsi que les privilèges accordés aux Juifs d'accès à l'eau et d'obtention des permis de construire[réf. nécessaire].[pas clair] Malgré le démantèlement des colonies de la bande de Gaza, l'ONU considère toujours ce territoire sous occupation israélienne ; le Conseil des droits de l'homme des Nations unies tient Israël pour « responsable de ses actes en ce qui concerne Gaza au regard du droit international humanitaire et des droits de l’homme ».

## Violence

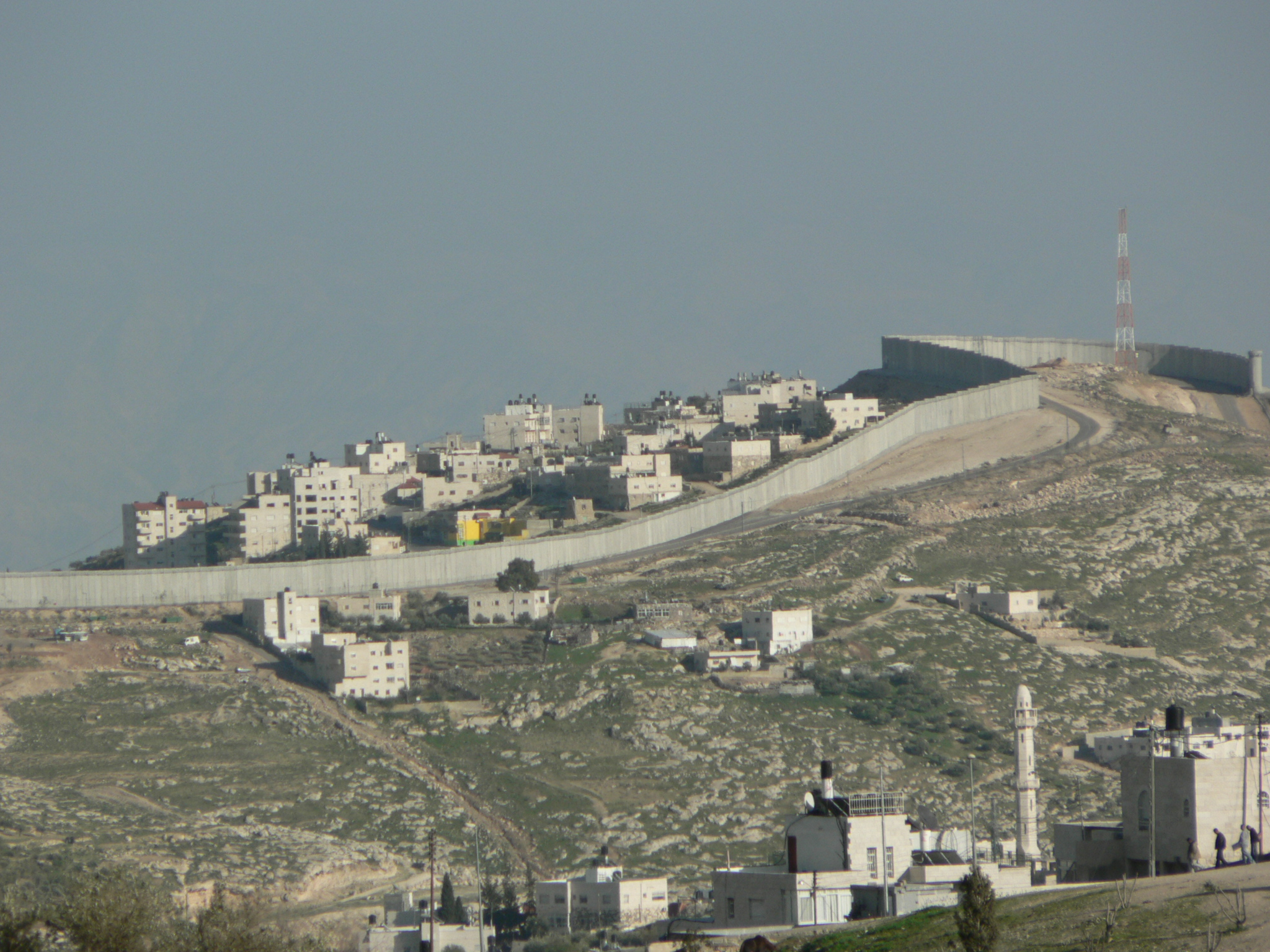
Barrière de séparation à Jérusalem Est.

Les habitants des colonies israéliennes sont la cible d'attaques de groupes extrémistes palestiniens. Ainsi, à Itamar, en mai et juin 2002, neuf personnes dont une femme et ses trois enfants sont assassinés et le 12 mars 2011, toujours à Itamar, un couple et ses trois enfants sont égorgés. Le 18 avril suivant, la police israélienne déclare avoir arrêté dans un village voisin deux suspects et cinq complices présumés. Le 1er octobre 2015, un jeune couple israélien est assassiné dans sa voiture devant ses enfants près de l'implantation d'Itamar.Le 21 juillet 2017, trois Israéliens sont poignardés à mort par un Palestinien (Attaque à l'arme blanche de Halamish (2017)) dans l'implantation de Halamish.

## Liste de colonies

### En Cisjordanie
- Alfei Menashe
- Almog
- Alon Shvut
- Anatot
- Ariel (ville)
- Avnei Hefetz
- Beit Aryeh-Ofarim
- Beit Hadassah
- Beit Romano
- Betar Illit
- Efrat
- Eli (colonie israélienne)
- Gilo
- Giv'at Ze'ev
- Giv'on HaHadasha
- Givat Harsina
- Goush Etzion
- Halamish
- Hamra (colonie israélienne)
- Har 'Homa
- Har Adar
- Har Brakha
- Itamar (Cisjordanie)
- Kedar (Goush Etzion)
- Kfar Etzion
- Kfar HaOranim
- Kiryat Arba
- Kokhav Ya'akov
- Ma'ale Mikhmas
- Ma'aleh Adumim
- Mevo Horon
- Modiin Illit
- Neve Yaakov
- Psagot
- Tekoa (colonie israélienne)
- Vered Yeriho

### Dans le Golan Syrien
- Alonei HaBashan
- Haspin
- Qatzrin

### Anciennes colonies dans la bande de Gaza
- Ganei Tal
- Gush Katif
- Katif
- Kfar Darom
- Morag (moshav)
- Netzarim
- Neveh Dekalim

### Ancienne colonie dans la Sinaï égyptien
- Yamit